# Hockey Bassano 2019-2020
Questa voce raccoglie le informazioni riguardanti l'Hockey Bassano nelle competizioni ufficiali della stagione 2019-2020.
Tutti i tornei furono interrotti e annullati a causa della pandemia di COVID-19. 

## Maglie e sponsor
Lo sponsor ufficiale per la stagione 2019-2020 è la Stema.
| 1ª divisa | 2ª divisa |

## Organico

### Giocatori
| N° | Naz.              | Ruolo | Sportivo             |  |  |  |
| -- | ----------------- | ----- | -------------------- |  |  |  |
| 4  | Italia (bandiera) | A     | Edoardo Pilati       |  |  |  |
| 5  | Italia (bandiera) | D     | Mattia Milani        |  |  |  |
| 7  | Italia (bandiera) | A     | Mattia Baggio        |  |  |  |
| 8  | Italia (bandiera) | D     | Davide Piroli        |  |  |  |
| 9  | Spagna (bandiera) | A     | Roc Llisa Vigata     |  |  |  |
| 23 | Italia (bandiera) | D     | Alessandro Toniolo   |  |  |  |
| 28 | Italia (bandiera) | P     | Davide Pertegato     |  |  |  |
| 30 | Italia (bandiera) | P     | Davide Merlo         |  |  |  |
| 37 | Spagna (bandiera) | A     | Victor Crespo Oliva  |  |  |  |
| 75 | Spagna (bandiera) | A     | Cesar Candanedo Leal |  |  |  |

### Staff tecnico
- Allenatore:  Gaetano Marozin

### Annotazioni
1. ↑  Competizione interrotta a causa della pandemia di COVID-19.